# Rottach-Egern
Rottach-Egern is een plaats in de Duitse deelstaat Beieren aan de Tegernsee, en maakt deel uit van de Landkreis Miesbach. De gemeente Rottach-Egern telt 5.806 inwoners en staat bekend als luxueuze vakantieplaats.
Bad Wiessee ·
Bayrischzell ·
Fischbachau ·
Gmund am Tegernsee ·
Hausham ·
Holzkirchen ·
Irschenberg ·
Kreuth ·
Miesbach ·
Otterfing ·
Rottach-Egern ·
Schliersee ·
Tegernsee ·
Valley ·
Waakirchen ·
Warngau ·
Weyarn